# Catedral de San Quintín (Hasselt)
La catedral de San Quintín  o simplemente catedral de Hasselt (en francés: Cathédrale Saint-Quentin de Hasselt; en neerlandés: Sint-Quintinuskathedraal) es un importante templo católico en Hasselt al norte de Bélgica, que fue elevada a la condición de catedral en 1967 cuando se creó la diócesis de Hasselt. Su construcción se inició en el siglo XI, y continuó por dos siglos.
Una primera iglesia fue construida en el siglo VIII, pero fue sustituida en el siglo XI por un nuevo edificio románico. En el siglo XV, el coro fue reconstruido, además de agregarse cuatro capillas. También en el siglo XV, Hagenprekers de los Países Bajos vino a predicar el protestantismo en Hasselt, a continuación, sigue un periodo de iconoclasia. Maaseik Hasselt declaró temporalmente la separación de la Iglesia. Durante ese tiempo destruyó el tabernáculo, estatuas, el altar lateral y el altar principal,  bajo el mando de Gerard van Groesbeek.
La torre de la iglesia actual data de 1725; fue restaurada en el siglo XIX. En ese momento, se añadieron vidrieras góticas y pinturas de Herkenrode, una ciudad en el distrito de Hasselt. También se decoraron las paredes con frescos de Godfried Guffens (1823-1901), un pintor de Hasselt. La catedral alberga las obras de muchos siglos. Desde 1993, la catedral es un patrimonio protegido.

## Véase también

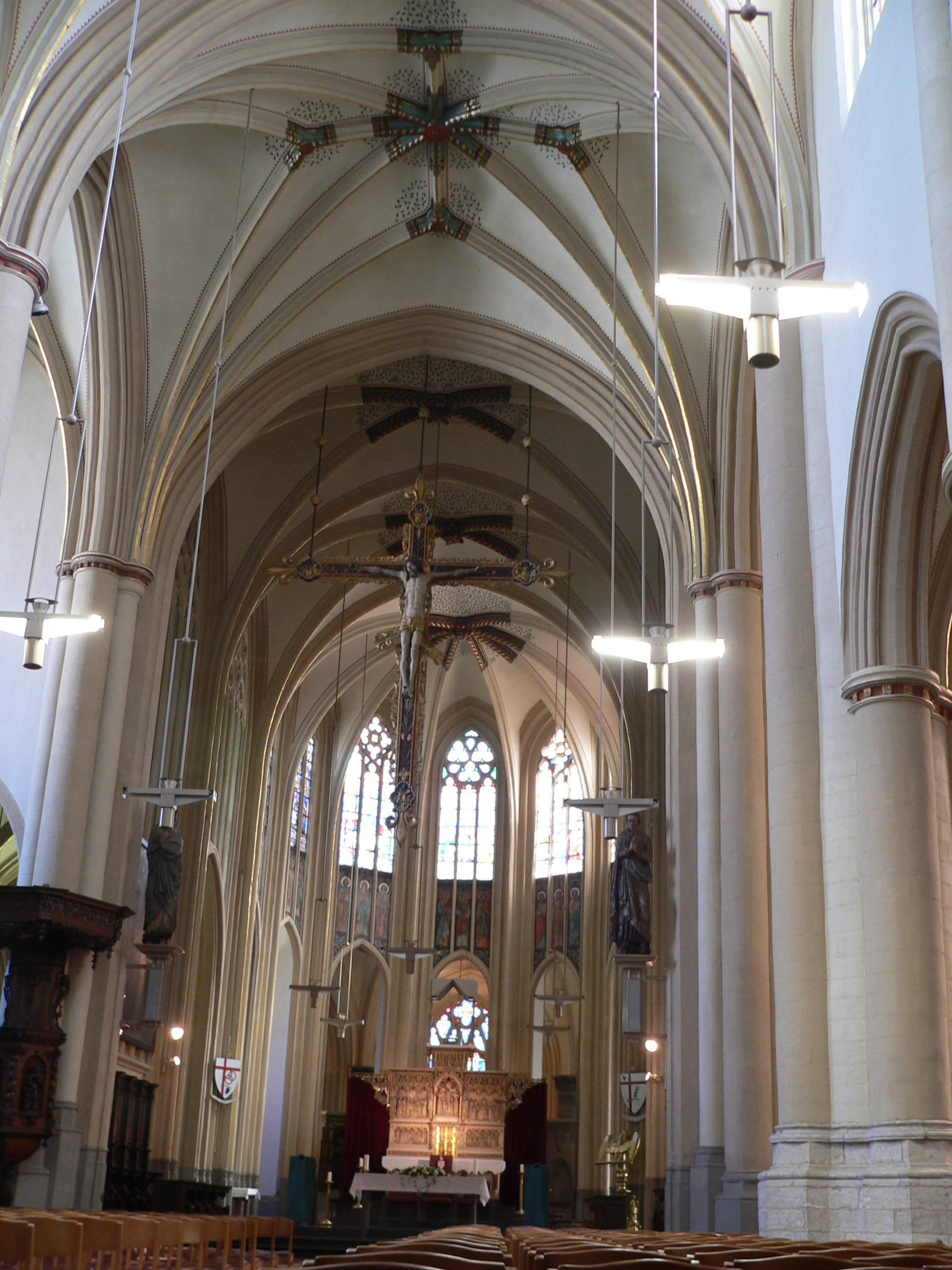
Vista interna